# Ivar Tallroth
Per Ivar Tallroth, född 23 oktober 1904 i Harbo församling, Västmanlands län, död 5 april 1993 i Gottsunda församling, Uppsala län, var en svensk violinist och nyckelharpist. Han blev 1942 riksspelman i fiol och nyckelharpa med kommentaren "För mästerligt spel på fiol och nyckelharpa och fin uppländsk tradition efter August Bohlin".

## Diskografi
- 1987 – Till Viksta-Lasses minne (BGS 8704).[6]

- 1993 – Föregångare II (EMMA LP 2).[7]